# Misako Honjō
Misako Honjō (本城未沙子, Honjō Misako, officiellement transcrit en Misako Honjoh) est une chanteuse japonaise de heavy metal des années 1980, née le 5 avril 1965 à Setagaya au Japon.

## Biographie
Misako Honjō débute en 1982 sur le label Teichiku, sous l'égide d'Akira Takasaki, guitariste du groupe de metal Loudness, qui produit et écrit les titres de ses deux premiers albums, lui et les autres membres de Loudness en enregistrant les instruments et les chœurs. Honjō change ensuite de producteur et de style, adoucissant sa musique au fil des albums, dans un style plus pop-rock, mais toujours avec des producteurs et musiciens connus de la scène "metal" nippone, et même occidentale avec la  participation du chanteur Paul Di'Anno, ex-Iron Maiden, et de son groupe Lonewolf sur l'album Trigger en 1984. Après une pause de trois ans et un changement de label, Honjō interprète l'un des génériques (Step by Step) de la série OAV Starship Troopers (alias Uchū no Senshi), puis sort à nouveau quelques disques en 1989 et 1990, avant de cesser ses activités artistiques.
Misako Honjō fait un bref retour en 2002, participant au Hard Rock Summit in Citta, deuxième concert géant de la sorte rassemblant d'anciennes gloires du metal nippon. Dans la foulée, deux doubles compilations regroupant la quasi-totalité de ses chansons sortent en 2002 et 2003, la rappelant à l'attention du public, et elle reprend alors les concerts à petite échelle. Ses premiers albums sont ré-édités en 2012 avec des titres supplémentaires en bonus.

## Liens
- (ja) Site officiel
- (ja) Blog officiel
- (en) Fiche sur Metal Archives